# Jeziorna Królewska (gromada)
Jeziorna Królewska – dawna gromada, czyli najmniejsza jednostka podziału terytorialnego Polskiej Rzeczypospolitej Ludowej w latach 1954–1972.
Gromady, z gromadzkimi radami narodowymi (GRN) jako organami władzy najniższego stopnia na wsi, funkcjonowały od reformy reorganizującej administrację wiejską przeprowadzonej jesienią 1954 do momentu ich zniesienia z dniem 1 stycznia 1973, tym samym wypierając organizację gminną w latach 1954–1972.
Gromadę Jeziorna Królewska z siedzibą GRN w Jeziornie Królewskiej (obecnie część miasta Konstancin-Jeziorna) utworzono – jako jedną z 8759 gromad na obszarze Polski – w powiecie piaseczyńskim w woj. warszawskim, na mocy uchwały nr VI/10/12/54 WRN w Warszawie z dnia 5 października 1954. W skład jednostki weszły obszary dotychczasowych gromad Gawroniec, Jeziorna Fabryczna, Jeziorna Królewska, Klarysew i Konstancinek oraz parcela Obory z dotychczasowej gromady Obory Cegielnia ze zniesionej gminy Jeziorna, a także część miasta Skolimów-Konstancin stanowiąca obszar o powierzchni 8 ha przylegający do ulic Parkowej i Wilanowskiej, w tymże powiecie. Dla gromady ustalono 27 członków gromadzkiej rady narodowej.
1 stycznia 1956 gromadę zniesiono w związku z nadaniem jej statusu osiedla, zmieniając równocześnie jego nazwę na Jeziorna (prawa miejskie Jeziorna otrzymała 18 lipca 1962, a 1 stycznia 1969 została połączona ze Skolimowem-Konstancinem (prawa miejskie 1962) w nowy ośrodek miejski o nazwie Konstancin-Jeziorna).